# Pavličani
Pavličani is een plaats in de gemeente Čazma in de Kroatische provincie Bjelovar-Bilogora. De plaats telt 97 inwoners (2001).